# عنکبوت در تار
عنکبوت در تار (به انگلیسی: Spider in the Web) فیلمی محصول سال ۲۰۱۹ و به کارگردانی اران ریکلیس است. در این فیلم بازیگرانی همچون بن کینگزلی، مونیکا بلوچی و ایتای تیران ایفای نقش کرده‌اند.